# Австралийски воден дракон
Австралийски воден дракон (Physignathus lesueurii) е дървесен вид австралийски гущер от семейство Агамови, разпространен в източната част на континента.

## Разпространение и подвидове
Гущерите от вида обитават Източна Австралия от Северна Виктория до Куинсланд. Има и малка популация в югоизточното крайбрежие на Южна Австралия. Обособени са два подвида – Източен (P.l. lesueurii) и Джипслендски (P.l. howittii).

## Местообитание
Обитават скалисто-тревисти територии около езерца и поточета, където могат да намерят пряка или прозираща, през надвесените над водата клони на дърветата, слънчева светлина. Средата, която обитава му предлага както разнообразни храни, така и бързо укритие при възможна опасност. Обикновено денем се препича на надвиснал над водата клон. Това допълнително му осигурява бързо гмуркане при поява на недоброжелатели. Австралийският дракон изпада в хибернация.

## Морфология
Австралийският воден дракон има дълги мощни крайници завършващи с нокти, които използва за да се катери. Притежава и дълга странично сплесната опашка която служи за плуване. От основата на главата и по цялото продължение на гърба има ред шипове, които стават все по-малки към основата на опашката. Женските достигат до 60 - 80 cm. включително и дължината на опашката, която заема две трети от тялото. Мъжките достигат до един метър и тежат около един килограм. Те се отличават с по-голяма глава и червено оцветено коремче. Половият диморфизъм в по-млада възраст обаче не е толкова очевиден.
Източният подвид е с бяло, жълто или червено гърло и тъмна лента зад очите. Тъмните ивици при джипслендския са от двете страни на гърлото което е петнисто жълто, оранжево или синьо. Оцветяването на тялото и при двата вида е светлозелено с напречни черни ленти по гърба, опашката и краката.

## Поведение
В природата видът е изключително плашлив, но лесно представителите му се адаптират към човешкото присъствие. Бързи са и са перфектни катерачи. Когато са под заплаха се „сливат“ с околната растителност или скачат в близкия водоем. Могат да издържат под вода като остават на дъното до 90 минути. Мъжките са териториални. При наличие на висока популация от мъжки екземпляри е възможно проява на агресия един към друг. Тя се изразява основно в перчене и стремеж да бъде изгонен противника.

## Хранене
Видът е всеяден. Предпочита широк асортимент от дребни животни, но също така консумира и много видове плодове и листни зеленчуци. Храни се през деня като дебне за движения на евентуална плячка.

## Размножаване
През пролетта женската изкопава дупка с размери около 10-15cm. В нея снася от 6 до 18 яйца, най-често 9. Средното тегло на яйцето е между 4 и 5 грама. Обикновено гнездото се намира в близост до реки, поточета и езера в пясъчна или мека почва, изложена на пряка слънчева светлина. След като женската снесе тя заравя ямката с почва, а отгоре я маскира с малки камъчета. Полът на новоизлюпените зависи от поддържаната в гнездото температура. След излюпването си малките остават за известно време около гнездото. След това образуват малка колония от млади индивиди, която стои далеч от възрастните. Полова зрялост достигат на около пет години.

## Опасности за вида
Австралийските водни дракони стават жертви на змии, котки, кучета и лисици. Новоизлюпените и млади дракони са застрашени и от малки хищни птици. Често стават жертва и на автомобилния трафик, тъй като използват нагретия асфалт за да регулират телесната температура.